# Никольская церковь (Таллин)
Церковь Святителя Николая Чудотворца, Никольская церковь — православная церковь во имя Николая Чудотворца в Таллине (Эстония) Московского патриархата, расположенная на улице Вене. Внесена в государственный регистр памятников культуры Эстонии как памятник архитектуры и исторический памятник. 
На территории храма под алтарём погребён священномученик Арсений (Мацеевич), Митрополит Ростовский.

## История
Старейший Таллинский православный приход церкви Святителя Николая Мирликийского Чудотворца берёт своё начало из среды древнего торгового двора, основанного русскими купцами в Таллине в начале прошлого тысячелетия. Точную дату появление русских купцов на этом берегу установить невозможно, однако в русской истории это связывают с сыном Владимира Святославича — Ярослава Мудрого, который в 1030 году «сходил» в Ливонию, основал там город Юрьев (Тарту), а в Риге и Колывани церкви и дворы «поставил».
С 1420-х годов главная церковь Святого Николая находится на улице Вене. В тот период улица называлась Монастырской, но после Реформации в XVI веке, когда доминиканский монастырь прекратил своё существование, улицу, благодаря торговому двору и церкви, переименовали в Вене (Русская).
Летописи не сохранили подробностей, но по косвенным свидетельствам можно предположить, что во время Реформации вместе с католическими храмами была разграблена и церковь Святителя Николая. В 1542 году церковь была временно превращена в городской лазарет. Храм был закрыт и в годы Ливонской войны (1557—1582). Восстановленный после этой войны Никольский храм долгое время терпел нужду во всём. Тем ценнее был дар Бориса Годунова — большой серебряный подсвечник, полученный в 1599 году. Со временем часть царского подарка была утрачена; до наших дней сохранилась, переделанная в лампаду, основная часть с дарственной надписью.
В период Смутного времени в начале XVII века торговля в храме открывалась только по прибытии в город русских купцов. В остальное время ключи от храма находились в городской ратуше. Без постоянного ухода состояние храма ухудшалось, мелкие ремонтные работы не спасали разрушающееся здание, и в 1660 году новгородский купец Пётр Николаев заключил с таллинским ратманом Михаилом Паульсеном договор о большом ремонте.
В 1686 году по указу молодых царей Петра Алексеевича и Иоанна Алексеевича для церкви святителя Николая был изготовлен новый иконостас. Два года спустя, 1 мая 1688 года состоялось освящение обновлённого храма. К этому событию цари Пётр и Иоанн пожаловали храму напрестольный крест. В годы Северной войны (1700—1721) Никольская церковь была закрыта, в ней был устроен лазарет.
После взятия города русскими войсками церковь была открыта и стала обычным приходским храмом. В 1719 году Пётр I пожертвовал ей икону Святого Николая. После окончания Северной войны российские поселенцы обживали в основном пригороды и предпочитали молиться в новых храмах. Старая церковь на улице Вене становилась тесной, здание, несмотря на перестройки, было достаточно ветхим и прихожане Никольской церкви уходили в другие храмы. Императрица Екатерина II, посетившая Ревель в 1764 году, обещала оказать помощь из государственных средств. Некоторое время из Казённой палаты Эстляндской губернии ежегодно выделяли незначительные средства на ремонт храма, но их было явно мало.

### Арсений Мацеевич
С периодом правления Екатерины II связано важное событие, оставившее след в истории Никольской церкви. С 1767 года в Ревеле под именем Андрей Враль по распоряжению императрицы содержался лишённый сана и осуждённый Синодом митрополит Ярославский и Ростовский Арсений Мацеевич. Выступивший против секуляризации, то есть против лишения духовенства права распоряжаться вотчинами, митрополит Арсений первоначально содержался в Николо-Корельском монастыре, но там не смирился и был сослан в строгое заточение в Ревель.
Место ссылки было вполне объяснимо: тогда рядом находилось самая страшная каторга европейской части России — строительство Балтийского порта (Палдиски). Узника оставили в городе и заточили в башне ворот Харью. Арсений Мацеевич скончался в заточении в 1772 году и был погребён в Никольской церкви. На юбилейном Архиерейском Соборе Русской Православной Церкви в 2000 году митрополит Ростовский и Ярославский Арсений был канонизирован, и причислен к лику священномучеников.

### Обновление храма
В 1796 году прихожане Никольской церкви обратились к митрополиту Санкт-Петербургскому и Новгородскому Гавриилу с прошением о том, что «… Николаевская церковь, построенная в давнейшие лета, пришла в чрезвычайную ветхость, так что во время дождей великая происходит течь, и частые починки не помогают, да и к поправлению совсем неспособна, и потому объявленные священнослужители и церковный староста положили намерение просить благословения Его Высокопреосвященства о дозволении перестройки нового храма».
Очевидно, какие-то ремонтные работы были выполнены сразу, ведь в том же году храм получил новый колокол. Тем не менее общее состояние здания в конце XVIII было плохим.

### Новый храм
Староста Никольской церкви — ревельский купец Парфений Чесноев, во время визита в Ревель императора Александра I в мае 1804 года, обратился к правителю с просьбой помочь строительству нового храма. Государь отнёсся к прошению благосклонно, но начавшаяся далее чиновничья волокита закончилась сообщением о неудобстве оказания пособия на строительство от казны. В тот период политическая обстановка не располагала казну к особой щедрости — Россия непрерывно вела войны.
Тем не менее, в том же году архитектор Луиджи Руска подготовил проект постройки в Ревеле нового храма Святителя Николая. Здание было представлено в классицистическом стиле. Новый каменный храм должен был стать первым купольным зданием в городе. Новый храм состоял из двух этажей, с галереями и западной колокольней. В этом же году составленный в Петербурге проект был высочайше одобрен.
Автор проекта — швейцарец на российской службе Луиджи (Алоизий Иванович) Руска был известен как мастер архитектуры русского классицизма. Он участвовал в перестройке Таврического, Стрельненского, Аничкова дворцов, в одной только Санкт-Петербургской губернии по его проектам в 1810 году были построены 262 дома.
В 1805 году генерал-губернатор Эстляндской губернии граф Ф. Буксгевден одобрил проект строительства православной церкви. Но ввиду отсутствия средств и невозможности реализации монументального проекта настоятель со старостой обратились к Санкт-Петербургскому митрополиту Амвросию, который после этого доложил эстляндскому губернатору, что церковь «…по ветхости кровли, рассевшихся стен свода и сгнивших деревянных накатов, отчего в дождливое время бывает течь, совсем сделалась опасной к священнодействию, так что и прихожане по сей опасности совсем почти в неё не ходят…». Это сообщение стало поводом для очередного освидетельствования храма.
Назначенный магистратом архитектор Иоганн Браун 5 июня 1814 года осмотрел постройку и вынес следующее заключение:
 «1) можно без опасения продолжать Богослужения во храме,
 2) можно исправить её починкой,
 3) прикосновенное ко храму церковное строение неспособно к починке и следовало бы оное снести».
Мнения о дальнейших действиях разделились. Конец спорам положил переведенный в Никольскую церковь из Преображенского Собора новый настоятель о. Иоанн Недешев. Молодой, талантливый и энергичный священнослужитель за два года служения в Ревеле снискал себе доброе имя. Авторитет о. Иоанна подтверждало назначение его местным Благочинным и председателем Ревельского Духовного Правления. Убедившись в том, что на строительство нового большого храма казённые средства в должном объёме не выделят, он нашёл приемлемый вариант, который позволил приступить к работам по возобновлению храма.
Пересчитанная по его предложению смета оказалась вполовину дешевле, однако, к единому мнению прийти опять не смогли. В 1818 г. Губернский архитектор Иоанн Даниэль (Давид) Бантельман и городской архитектор И. Ф. Г. Шаттен провели очередное освидетельствование храма, где среди прочих повреждений перечислили опасные трещины, гнилой потолок, ветхость пристройки и кровельной черепицы.
И. Д. Бантельман составил новый проект. В 1819 и 1820 годах прошения сметы и проект были представлены на согласование Санкт-Петербургской Духовной Консистории. К концу года последовал Указ о разрешении на перестройку храма. По данным на 1819 год, в приходе Никольского храма состояло 37 дворов, из них мужского пола 254, женского 232, всего 486 душ, что для Ревеля того времени было совсем не мало.
В мае 1821 года все примыкавшие к церкви пристройки были разобраны, осталось только само церковное здание. Получив возможность расширить постройку на восток, организаторы во главе с о. Иоанном попросили у города уступить землю к северу от храма. На этом месте находилась небольшая незастроенная площадь (примерно в границах современного церковного участка).
Городские власти согласились на расширение участка. В столице проект Никольского храма, сходный в общих чертах с высочайше утверждённым первым проектом 1804 года, был признан «надлежащим исполнению». Весь остаток лета 1821 года продолжалась расчистка места под новый храм.
25 июня 1822 года в присутствии почётных горожан, гражданского и военного начальства состоялась закладка нового здания. 3 декабря 1823 года, воздвигнутый на месте старой церкви, южный придел нового храма был торжественно освящён во имя Успения Богоматери. Церковная летопись объясняет освящение придела во имя Успения Богородицы тем, что последняя литургия в старом храме перед разборкой была отслужена именно в день Успения Божией Матери.
Собранных на постройку средств оказалось недостаточно, и внутренняя отделка нового храма затянулась. До полного окончания работ службы проводили в приделе Успения Богоматери, а в праздничные дни прихожане молились под строительными лесами по всему недостроенному храму.
Из-за ограниченности в средствах пришлось частично сохранить дарованный в 1686 г. царями Петром и Иоанном старый высокий иконостас. Большую часть этого иконостаса и царские врата строители установили в приделе Успения Богородицы. Весь старый иконостас в одном приделе не поместился, поэтому часть икон позднее была установлена и в иконостасе северного придела. Новый иконостас главного престола был выполнен по проекту профессора архитектуры, академика А. И. Мельникова, занятого в это время на перестройке фасадов ревельского Преображенского Собора.
Строгий, крашеный под белый мрамор с золочёными деталями, одноярусный иконостас был выполнен в духе классицизма. Его центральная часть над Царскими вратами была выполнена в форме фронтона, увенчанного высоким распятием с коленопреклоненными ангелами по бокам. Позолоченные, сквозной резьбы царские врата украшала двойная икона Благовещенья Богородицы и лики евангелистов — копии с работ В. Л. Боровиковского, выполненных для Казанского собора Санкт-Петербурга.
К концу лета 1827 года внутренние отделочные работы были завершены, и 14 августа состоялось торжественное освящение церкви. Завершилась двадцатитрехлетняя история строительства нового храма.

### Николай Цветиков
Протоиерей Николай Цветиков, служивший в храме с 14 апреля 1890 года по 1899 год, составил Рукописное «Описание Православной церкви Святителя и Чудотворца Николая Мирликийского в городе Ревеле». Начинается оно с общего очерка истории Ревеля и эстов, затем рассказывается о приходе православия в Эстонию благодаря псковским и новгородским купцам, и о возникновении самой Никольской церкви, в истории которой «мы можем уследить три периода ея существования: первый на Брокусовой горе, начало которого теряется в XIII и XIV веках, продолжается до половины XV века и прекращается во время страшного, опустошительного пожара, истребившего почти весь город в 1433 году. Второй период существования Николаевской церкви, со времени перенесения ея на теперешнее место в 1447—48 годах, продолжается почти 400 лет, до 1822 года, доколе не пришла в полную обветшалость, за видимою небрежною постройкою, без прочных фундаментов. И наконец последний, третий период существования её начинается с 1828 года в том виде, в каком она представляется нам и теперь. Благодать Божия, по молитвам святителя и Чудотворца Николая, да хранит её до скончания века».
Из рукописи можно узнать и о том, что «по штату 1806 года при Николаевской церкви положено состоять двум священникам, диакону, по одному дьячку, одному пономарю и просфорне», проследить, как изменялось число прихожан в течение XIX столетия (так, в 1800 году их было 630 человек, а в 1896 — уже 1050). Есть там и статистика рождений, смертей, браков среди прихожан храма, а также интересная для историков хозяйственная информация: бюджет прихода за 1810—1895 гг., список церковной утвари, перечень книг в библиотеке храма.

## Описание
Церковь Святителя и Чудотворца Николая Мирликийского на улице Вене — первое в городе купольное здание, построенное в строгом соответствии с архитектурой классицизма. Наличие у нового храма двух угловых колоколен позволило современникам говорить о близости его архитектуры с Троицким Собором Александро-Невского монастыря в Санкт-Петербурге (архитектор И. Е. Старов, 1790).
Во внутреннем пространстве крестово-купольного храма важную роль играют четыре опорных столба-пилона, расположенные по углам подкупольного четверика. Они связаны между собой мощными полуциркульными арками и парусами свода, который переходит в высокий прорезанный окнами подкупольный барабан. Своды, арки и колонны были расписаны имитирующими гипсовую лепнину розетками и разными украшениями. Следы этих первоначальных росписей обнаружены и зафиксированы в ходе последнего ремонта на хорах.
Росписи были и на своде купола, где помещалось изображение Святого Духа. Паруса свода, как и в настоящее время, были украшены изображениями евангелистов. Простенки над южным и северным входами были заполнены фресками с сюжетами Страстей Господних: вход в Иерусалим и несение креста.
Многочисленные ремонтные работы сильно исказили внутреннее убранство храма. Уже в 1876 году расписанные под мрамор стены перекрасили голубой масляной краской.
Внешний облик Никольской церкви остался практически без изменений. С обеих сторон у храма были высажены деревья, а территория окружена капитальной оградой. В 1875 году деревянную ограду заменили на ажурную чугунную решетку. Из внутренних перемен самой крупной была замена иконостаса главного придела.
В 1886 году была заменена нижняя часть иконостаса северного придела. В 1893 году благодаря пожертвованиям купеческой вдовы Пелагеи Басаргиной вместо строгого классицистического иконостаса, был установлен резной золоченый иконостас в неорусском стиле, сохраняющийся в церкви и по сей день. В 1909 году в Никольском храме было проведено электричество.
В конце XIX века к сохранившимся от старого храма колоколам XVII и XVIII века добавился ещё один — самый большой колокол. В память о чудесном спасении императора в железнодорожном крушении у станции Борки в 1888 году Пелагея Басаргина пожертвовала специально отлитый для Никольской церкви 202-пудовый колокол.
История храма с древнейших времен до конца XIX века записана в «Описании Православной церкви Святителя и Чудотворца Николая Мирликийского в городе Ревеле», составленном протоиереем Николаем Цветиковым в 1896 году.
В годы фашистской оккупации колокола Никольской церкви были сняты с колоколен, но вывезти и переплавить их фашисты не успели.

## Владения храма
В конце XIX — начале XX века Никольской церкви принадлежала домовая церковь Святой мученицы Евгении в срочной тюрьме, находившейся на Тартуском шоссе. В это же время к Никольской церкви была приписана и каменная часовня Святого Александра Невского на Русском рынке (теперь площадь Виру). Около этой часовни долгие годы на Крещение совершалось главное городское водосвятие. В 1922 году часовня была снесена.
Приход Никольской церкви также владел каменным жилым домом, который находился на месте южного крыла здания Дома офицеров (РКЦ), и училищем на Большой Арефьевской улице (ныне улица Иманта).

## Современность
В период с 1990 по 1998 год в барабане и алтарных окнах храма были установлены витражи таллинского мастера Андрея Лобанова, ученика Долорес Хофманн.
Департамент памятников культуры Таллинской городской управы финансировал ремонт фасадов. После окончания реставрации фасадов храма с 2000 года ведётся поэтапная реставрация внутренних помещений.
Несмотря на неоднократные ремонты и перекраски, в ходе работ удалось обнаружить остатки первоначальных росписей, а при реставрации деревянного барьера на хорах была обнаружена вырезанная строителями дата — «1842». Следовательно, строительные работы в храме продолжались и спустя годы после освящения.
Несколько лет художник Н. И. Кормашов, крупнейший в Эстонии специалист по реставрации икон, вёл работы по первичной профилактике и реставрации церковных икон, и в первую очередь — икон Петровского иконостаса.
19 декабря 2012 года в день памяти свт. Николая, архиепископа Мир Ликийских чудотворца прихожане храма отметили 185-летие со дня освящения Никольской церкви.
При инспектировании 13 августа 2020 года состояние церкви было признано удовлетворительным.

## Хор
В храме действуют два хора: служебный и концертный. С 1989 года регентом служит Игорь Анатольевич Врона, окончивший Воронежскую консерваторию по специальности дирижёр-хоровик. Второй регент — Нина Колосова, окончившая музыкально-педагогический институт в Казахстане.
Концертирующий хор принимал участие в конкурсах в различных странах Европы. К настоящему времени выпущены два музыкальных альбома хора. Ежегодно по инициативе прихода и под руководством регента хора Игоря Вроны в Эстонии проводятся международные Рождественские и Пасхальные фестивали духовной музыки.